# Новокодакский район (Днепр)
Новокодакский район (укр. Новокодацький район) — административный район города Днепра (Украина). Находится в западной части города, граничит с Чечеловским районом, посёлком Карнауховка (г. Каменское), Днепровским районом Днепропетровской области и рекой Днепр.
Создан в 1940 г. под названием Ленинский район объединением Кодакского и Фабрично-Чечелевского районов, учреждённых в 1920 г.
Первым секретарём райкома партии работал Г. К. Цинёв.
В состав района входят исторические посёлки Новые Кайдаки, Диёвка, Сухачёвка, Горяиново, Ясное, жилмассивы Западный, Красный Камень, Покровский (бывш. Коммунар), Парус. В 2001 году в состав района был включен пгт Таромское.
26 ноября 2015 года распоряжением и. о. городского головы в процессе декоммунизации район переименован в Новокодакский.
Адрес администрации: 49064, просп. Сергея Нигояна, 77.
Глава районного совета — Денисенко Олег Александрович.

## Население

### Языковой состав
Родной язык населения по данным переписи 2001 года:
| Язык       | Численность, чел. | Доля     |
| ---------- | ----------------- | -------- |
| Украинский | 85 771            | 53,27 %  |
| Русский    | 73 077            | 45,38 %  |
| Другое     | 2 178             | 1,35 %   |
| Итого      | 161 026           | 100,00 % |

## Достопримечательности района
Брянская церковь (Дом органной музыки), Свято-Николаевская церковь в Новых Кайдаках, старые здания Брянского металлургического завода, Украинский дом (бывш. Дворец культуры Ильича), Свято-Крестовоздвиженский Храм, церковь в пос. Таромское, Кайдакский мост, Аптека Прицкера (здание частично разрушено).
Парки, лесопарки, урочища: Новокодакский, Краснокаменский карьер, Диёвские и Сухачёвские плавни, Таромский и Войцеховский лесопарки, Белая балка.

## Промышленность
На территории района находятся крупнейшие промышленные предприятия города: заводы ЕВРАЗ ДМЗ (ранее — завод имени Петровского, Брянский завод), Днепропетровский трубный завод (ранее — имени Ленина, «Шодуар»), Днепропетровский коксохимический завод (ранее имени Калинина), Днепропетровский завод металлоконструкций (имени Бабушкина), Днепропетровский завод металлургического оборудования (ДЗМО), Днепропетровский электровозостроительный завод, Днепропетровский лакокрасочный завод и другие.

## Основные улицы
- проспект Свободы
- проспект Сергея Нигояна
- проспект Ивана Мазепы
- Большая Диёвская улица
- улица Юрия Кондратюка
- Мониторная улица
- Набережная Заводская улица
- Киевская улица
- улица Даниила Галицкого
- улица Вильямса
- улица Маяковского
- Мостовая улица

## Транспорт
- Метрополитен — станции Метростроителей, Металлургов, Заводская, Проспект Свободы, Покровская (бывш. Коммунаровская).
- Трамвай: № 18, 19 (Новые Кайдаки); № 5, 14 — до Западного, № 15 — проспект Ивана Мазепы.
- Троллейбус № 2 — по Набережной Заводской улице, Парус
- Автобус: № 9, 77, 90, 141 (до Таромского), 39, 58, 86, 100, 118 (Западный), 92, 108 (Диёвка), 39, 40, 95, 95А, 111, 121, 122, 156, 156А (Парус)
- Пригородные поезда до ст. Диёвка, Сухачёвка, Горяиново, а также в направлении на Каменское, Кривой Рог и Пятихатки.